# ハリー・ゴーヴィア・シーリー
ハリー・ゴーヴィア・シーリー（Harry Govier Seeley 1839年2月18日 - 1909年1月8日）はイギリスの古生物学者。

## 生涯
シーリーは、金細工師のリチャード・ホーヴィル・シーリー (Richard Hovill Seeley) の次男として、彼の2番目の妻であるメアリー・ゴーヴィアとの間に1839年2月18日ロンドンにて産まれた。父親が破産宣告を受けるとシーリーはあるピアノ製造者一家のもとに送られそこで生活した。11歳から14歳の間は全日制学校に通い、その後2年間ピアノ製造を学んで過ごした。彼はまた、ハクスリー、フォーブスやその他の著名な科学者によって行われた王立鉱山学校の講義にも出席した。1855年、伯父（叔父）の援助によりシーリーは法律の勉強を始めたがほどなくして諦め、保険計理人の道に進むことにした。1850年代後半には労働者大学 (Working Men's College) で英語と数学を学び、大学にある博物館の書記を務めた。彼は大英博物館の図書館でも働き、そこでサミュエル・ピックワース・ウッドワード (Samuel Pickworth Woodward) から地質学を学ぶよう勧められた。
1859年、シーリーはケンブリッジ大学のシドニー・サセックス・カレッジ (Sidney Sussex College) で学び始め、ウッドワーディアン博物館 (Woodwardian Museum) でアダム・セジウィックの助手として働いた。彼は博物館の化石コレクションの展示を補佐し、地元の地質について野外調査を開始した。シーリーはシドニー・サセックス・カレッジを1863年に卒業し、1868年にセント・ジョンズ・カレッジ (St John's College) に入学したが、結局学位は取得しなかった。
彼は大英博物館と英国地質調査所双方の職を辞し自身で仕事を始めた。その経歴の後半にはケンブリッジのキングズ・カレッジ (King's College) とロンドンのベッドフォード・カレッジ (Bedford College) での地質学教授職を受けた（1876年）。その後、ダリッジ・カレッジでの地質学と物理学の講師とロンドンのキングス・カレッジの地質学・鉱物学教授を務めた（1896年から1905年）。
彼はロンドンのケンジントンで亡くなり、ブルックウッド・セメタリー (Brookwood Cemetery) に埋葬された。彼は1872年にバスのウィリアム・ミッチェルの娘、エレアノーラ・ジェーン (Eleanora Jane) と結婚した。彼らの娘モード (Maude) はアーサー・スミス・ウッドワードの妻となった。

## 恐竜

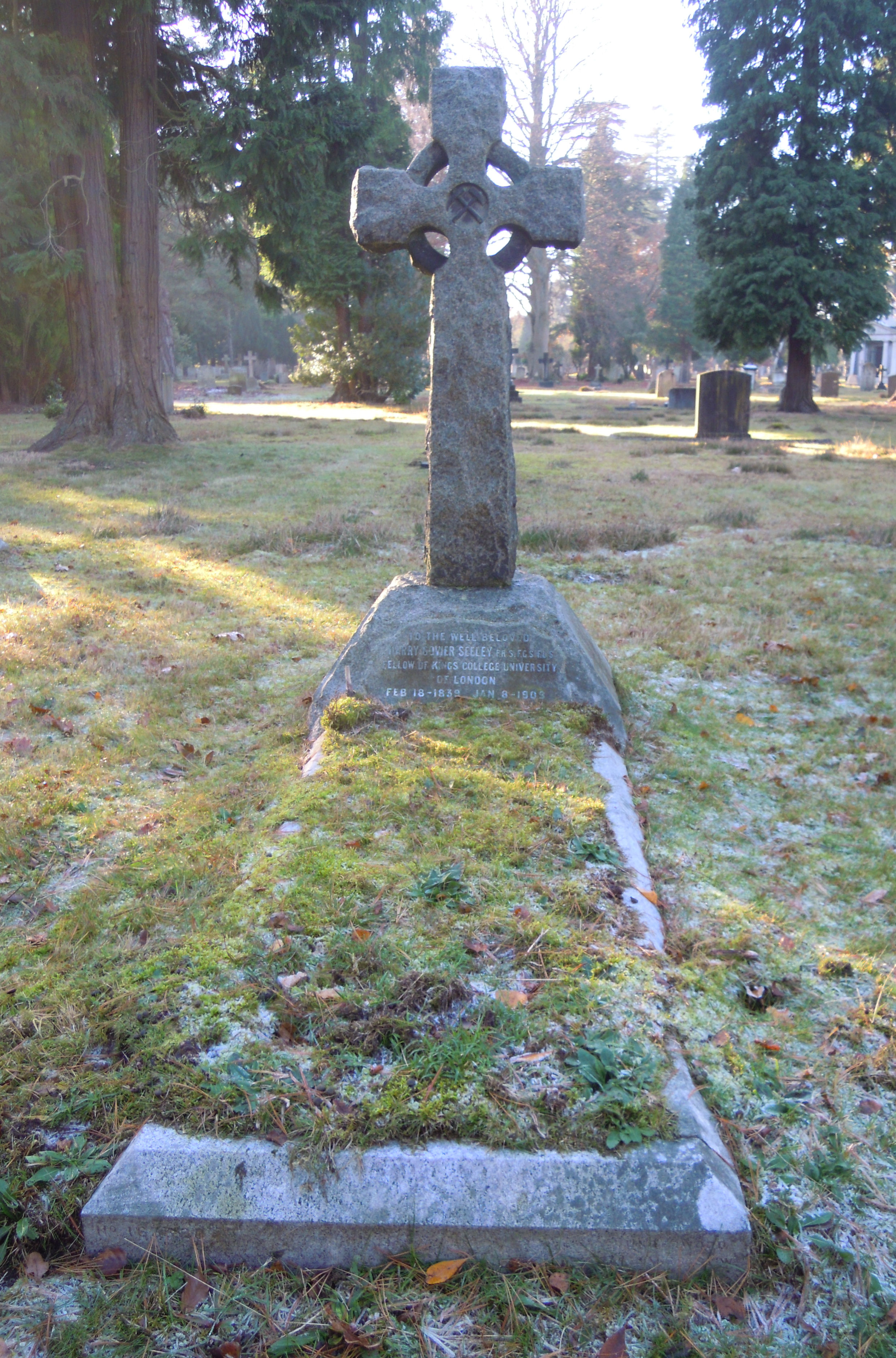
ブルックウッド・セメタリーにあるシーリーの墓

シーリーは恐竜が骨盤と関節の特徴によって竜盤類と鳥盤類の2つの大きなグループに分けられることを明らかにした。彼はこの結論を1888年に発表したが、これはその前年に行われた講義を元としている。彼と同時代の古生物学者たちは、足部の構造や歯などを基にした様々な方法で恐竜をグループ分けしていた。しかしながら、シーリーのグループ分けはそれから長い時を経た現在でも支持を受けている。ただし鳥類についてはその後「鳥型の骨盤を持つ」鳥盤類ではなく「トカゲ型の骨盤を持つ」竜盤類から進化してきたことが明らかになった。この2つのグループは非常に差異が大きいので、シーリーはそれらが別々の先祖を持つと考えた。分岐分析の新しい技法によって双方の共通祖先が三畳紀に実際に存在していたことが判明するのは、やっと1980年代になってからである。シーリーはその研究生活の中で化石記録から数多くの恐竜たちを記載・命名した。
彼の翼竜に関する一般向け書籍であるDragons of the Air (1901) では、鳥類と翼竜類はお互いに平行進化を遂げてきたことが明らかにされた。鳥と翼竜が共通祖先を持つというシーリーの確信は、双方とも主竜類に属するとされたことで（彼が想定していたほどは近くなかったが）証明された。彼は翼竜をノロノロと動き滑空しかできない冷血動物であるとしたリチャード・オーウェンの見解に真っ向から反対し、能動的飛行を行う活動的な温血動物であるとした。
彼は1879年6月に彼の恐竜や爬虫類に関する研究で王立協会フェローに選出され、1887年にはクルーニアン記念講演を行った。
以下は Geological Magazine に掲載された彼の死亡記事からの抜粋である。
…彼はおそらく、南アフリカのカルー層で集めたすばらしいコレクションと、その結果完成した大英博物館自然史部門で見られるPareiasaurus の驚くべき骨格やその他数多くの異歯類の展示で、これからも人々の記憶に残り続けるだろう…

## 著作
- The Ornithosauria (1870)
- Factors in Life: Three Lectures on Health, Food, Education (1884)
- Manual of Geology: Theoretical and Practical (1885)
- The Freshwater Fishes Of Europe: A History Of Their Genera, Species, Structure, Habits And Distribution (1886)
- The Story of the Earth in Past Ages (1895)
- Dragons of the air : an account of extinct flying reptiles (1901)

## 関連書籍
- Plug, C. (2020年). “Seeley, Prof Harry Govier (palaeontology)”. S2A3 Biographical Database of Southern African Science. 2023年9月3日閲覧。
- Secord, J. A. (2004). "Seeley, Harry Govier". Oxford Dictionary of National Biography. Oxford University Press.
- “Eminent Living Geologists: Professor H. G. Seeley”. The Geological Magazine (Cambridge University Press) 4:  241–252. (1907). doi:10.1017/S0016756800133473.